# Mantarraya (vehículo)
El Manta I o Mantarraya es un vehículo aéreo no tripulado (VANT) producido por la empresa chilena R.M.S. y operado por la Armada de Chile.
La operación del Manta I requiere de un sistema de lanzamiento, una estación de control y cinco aviones. El lanzamiento de los aviones se efectúa mediante una catapulta o un carro de despegue, y al terminar sus misiones son recuperados con paracaídas.
El "Mantarraya" puede ser equipado con cámaras o sensores de calor, pudiendo cumplir funciones de vigilancia en un radio de 30 kilómetros. También puede usarse como blanco aéreo en ejercicios de tiro.
Hacia 2008, la Armada chilena poseía dos unidades.

## Características
Referencia datos: MANTA I: Sistema de Blanco Aéreo de Baja Velocidad.

### Características generales
- Carga: 5 kg (flares, radioaltímetro, MDI)
- Longitud: 1.40 m
- Envergadura: 2.52 m
- Peso vacío: 40 kg
- Peso máximo al despegue: 60 kg

### Rendimiento
- Velocidad máxima operativa (Vno): 240 km/h
- Alcance: 100 km
- Radio de acción: km
- Alcance en combate: km
- Alcance en ferry: km
- Techo de vuelo: 3.000 m 9.842,5 pies